# Ritratto di Paul Guillaume (Modigliani Milano)
Ritratto di Paul Guillaume è un dipinto a olio su tela (81 x54 cm) realizzato nel 1916 dal pittore italiano Amedeo Modigliani. È conservato presso il Museo del Novecento di Milano.
Paul Guillaume fu un importante collezionista d'arte di Parigi. Modigliani gli dedicò tre ritratti. In questo dipinto, l'artista raffigura Guillaume con un solo occhio, il motivo lo spiega lo stesso Modigliani con queste parole: "Perché con uno tu guardi il mondo, con l'altro guardi in te stesso".